# Érize-la-Brûlée
 Érize-la-Brûlée  là một xã thuộc tỉnh Meuse trong vùng Lorraine đông nam nước Pháp. Xã này nằm ở khu vực có độ cao trung bình 282 mét trên mực nước biển.